# トリガナ航空
トリガナ航空（英: Trigana Air Service）は、インドネシアのジャカルタに拠点を置く航空会社である。

## 沿革
2機のビーチクラフト キングエア モデルB200Cとともに1991年の初め頃に創業し、同年の終わり頃にはライセンス生産品のベル 412SPを2機迎え入れる。

## 発着地
トリガナ航空はインドネシアの21の空港を発着地としている。

## 運航機材と退役機種

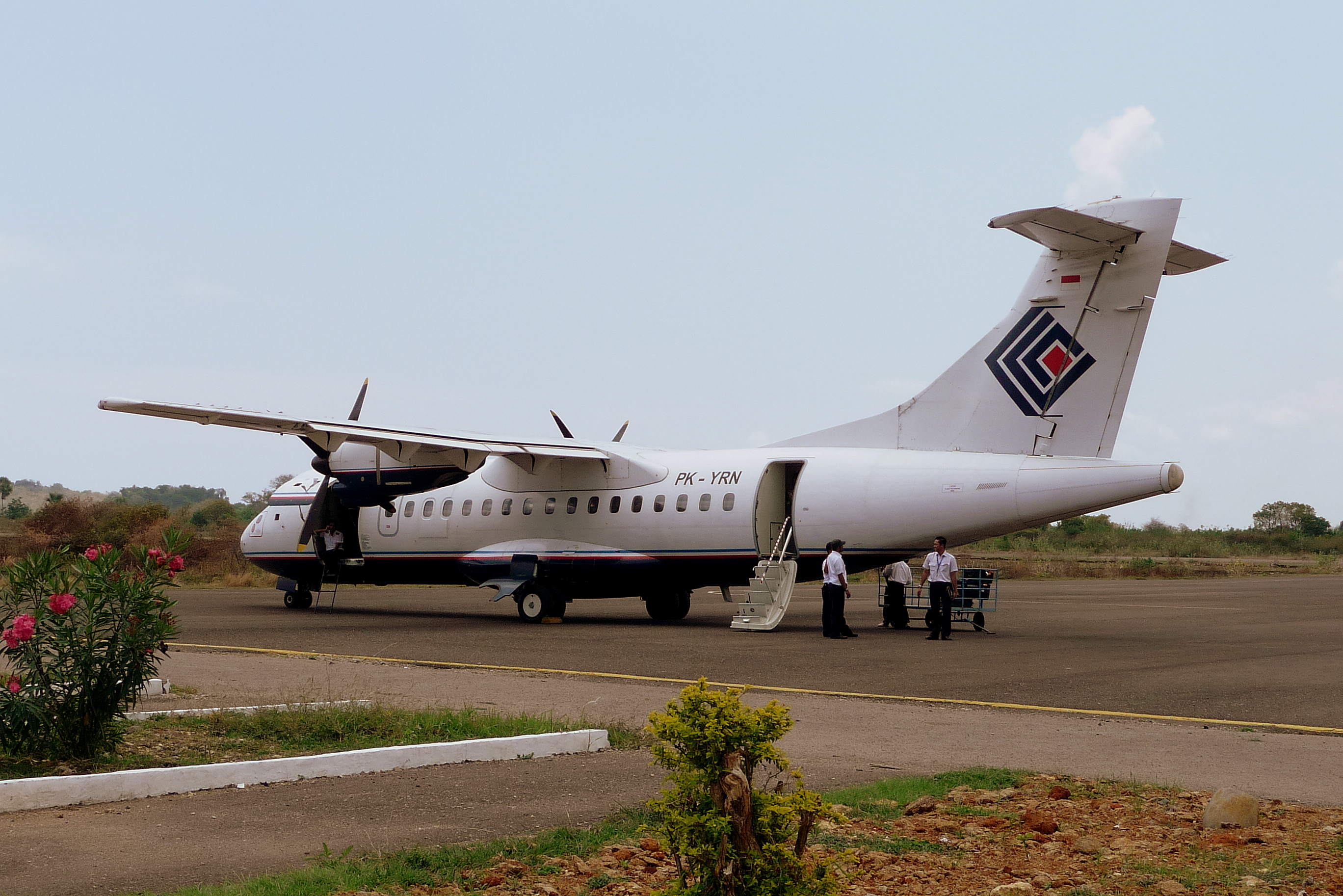
ATR 42

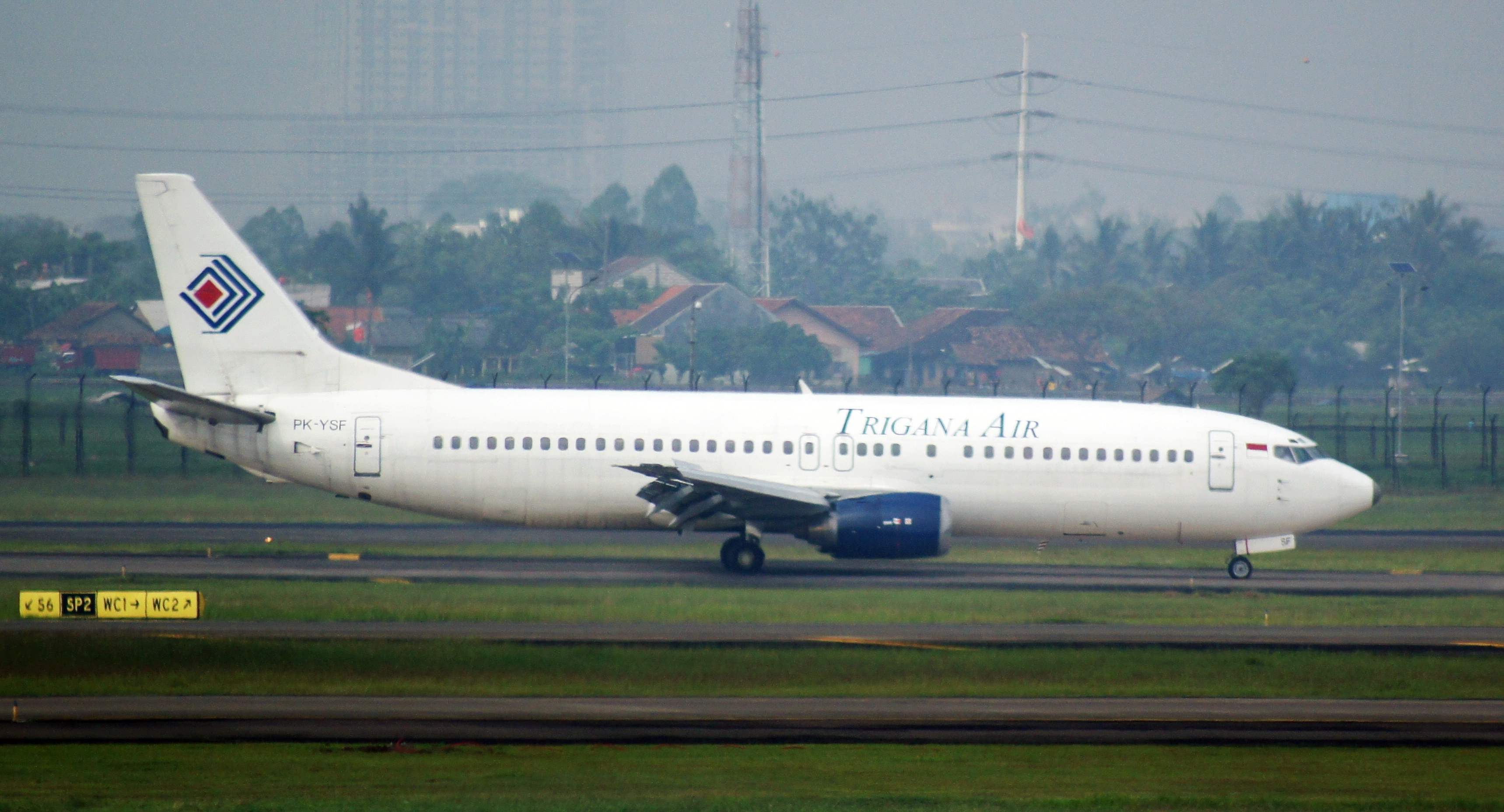
ボーイング737-400

2021年8月時点のトリガナ航空の運航機材は以下の通りとなっている。
| 機体名            | 機体数 |
| ----------------- | ------ |
| ATR 42-300        | １     |
| ATR 72-200        | ２     |
| ボーイング737-200 | １     |
| ボーイング737-300 | ６     |
| ボーイング737-500 | 1      |
| 合計              | 11     |

退役機種
- ボーイング737-300F

- ボーイング737-400
- ボンバルディアDHC-6
- ボンバルディアDHC-8

## 安全性への懸念
トリガナ航空は過去に、EU圏内での飛行・離着陸を禁止された航空会社に指定されていた。この規制は2007年に定められたもので、5社の航空会社を除く、すべてのインドネシア内の航空会社に課せられていたが、2016年に解除された。

## 事故
トリガナ航空が運航する航空機では、1991年の創業以来、14件の重大事故が発生している。
- 1997年7月17日 - フォッカー F27 PK-YPMによって運行されていたトリガナ航空303便はフセイン・サストラネガラ空港の離陸直後、墜落した。この事故で23人の乗客と5人の乗員が死亡した[8]。
- 2002年5月25日 - 激しい雨の中、町村へ生活物資を輸送していた、トリガナ航空が運航するDHC-6 300 PH-YPZが墜落、4人の乗客と2人の乗員が死亡した[9]。
- 2010年2月11日 - ATR-42-300F PK-YRPによって運行されていたトリガナ航空168便はエンジンの故障により制御不能になり、田んぼへ緊急着陸した。2名が重症を負った。
- 2015年8月16日 - インドネシア東部パプア州の州都ジャヤプラにあるセンタニ空港から東部オクシビルへ向かって飛行していたトリガナ航空267便が2015年8月16日午後にパプア州中部で消息を絶った。